# Hieracium mlinicae
Hieracium mlinicae es una especie de planta con flor del género Hieracium, de la familia Asteraceae, orden Asterales.

## Distribución
Hieracium mlinicae se distribuye por Polonia y Eslovaquia.

## Taxonomía
Fue descrita científicamente por (Hruby y Zahn) Chrtek fil. y Mráz.